# Jary
Jary (Duits: Jäckel) is een plaats in het Poolse district  Trzebnicki, woiwodschap Neder-Silezië. De plaats maakt deel uit van de gemeente Oborniki Śląskie en telt 110 inwoners.